# Cicagna
Cicagna (en ligur Cicagna) és un comune italià, situat a la regió de la Ligúria i a la ciutat metropolitana de Gènova. El 2011 tenia 2.558 habitants. Limita amb les comunes de Coreglia Ligure, Lorsica, Moconesi, Orero, Rapallo i Tribogna.

## Geografia
Situat a la vall Fontanabuona, a l'est de Gènova, compta amb una superfície d'11,28 km² i les frazioni de Monleone, Pianezza, Cassottana, Canivella i Serra.